# سالار دو أويوني

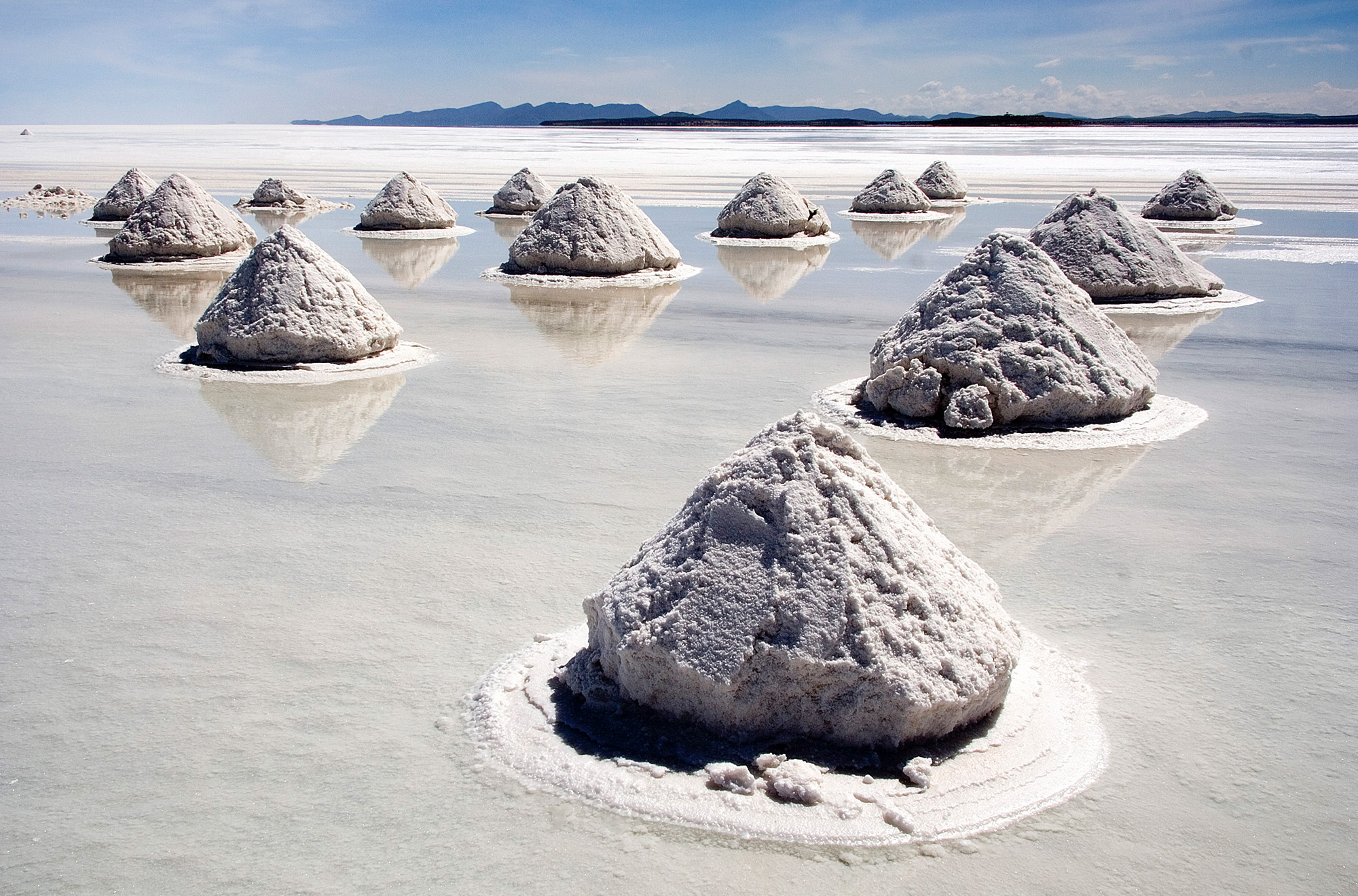
تراكمات من الملح

سالار دو أويوني (بالإسبانية Salar de Uyuni) هو أكبر مجمع ملح في العالم يقع في مرتفعات ألتيبلانو جنوب غرب بوليفيا.
المنطقة التي تحتلها الآن صحراء الملح ناتجة من بقايا بحيرة مياه بحر باجيفيان التي زالت منذ 40.000 سنة، يقع مجمع الملح على 3700 مترا فوق مستوى سطح البحر، ومساحته 10582 كيلومترا مربعا، وهي أكبر صحراء ملح في العالم وتمثل ثلث احتياطيات العالم من الليثيوم.
يستخدم الملح، وينتج سنوياً حوالي 25.000 طن، 10 مليارات طن مخزون الملح التي من غير المرجح أن تستنفد. هناك نشاط سياحي لمشاهدة القمر والمناظر الطبيعية كغروب الشمس من هذا الموقع، أحد الفنادق الواقعة في البحيرة بني كليا من الملح. كما توجد جزيرة مرجان إسلا دي بيسكادو المعزولة في وسط هذه الصحراء، معروفة باحتوائها لنبات الصبار العملاق، الذي يتجاوز ارتفاعه في بعض الأحيان 10 أمتار. تم اكتشاف موميائات عمرها أكثر من 3.000 عاما اكتشفت في كهف على حافة الملح.

## جغرافيا
تقع على ارتفاع ثلاثة آلاف وسبعمائة متر، وهي تقع في الألتيبلانو في جنوب بوليفيا، وفي الواقع هي بحيرة قديمة تعود لعصر البليستوسينس جفت منذ حوالي عشرة ألاف سنة مضت.

## وصلات خارجية
- صور من جوجل الارض لسالار دو أويوني نسخة محفوظة 30 سبتمبر 2007 على موقع واي باك مشين.

## اقرأ أيضا
- حوض الملح (جيولوجيا)